# (24) Themis
(24) Themis – jedna z największych planetoid z pasa głównego.

## Odkrycie
Planetoida została odkryta 5 kwietnia 1853 przez Annibale’a de Gasparisa w Neapolu.
Nazwa planetoidy pochodzi od Temidy, która była tytanidą oraz boginią sprawiedliwości i praw w mitologii greckiej.

## Orbita
Orbita (24) Themis nachylona jest do płaszczyzny ekliptyki pod kątem 0,74°. Na jeden obieg wokół Słońca ciało to potrzebuje 5 lat i około 209 dni, krążąc w średniej odległości 3,14 au od Słońca. Średnia prędkość orbitalna tej planetoidy to ok. 16,77 km/s.
(24) Themis jest największą przedstawicielką rodziny planetoid Themis, która wzięła nazwę od niej samej, charakteryzującej się podobnymi parametrami orbit.

## Właściwości fizyczne
(24) Themis ma średnicę szacowaną na około 200 km. Jej albedo wynosi 0,067, a jasność absolutna około 7,24m. Planetoida ta zalicza się do planetoid typu C. Jej powierzchnia jest ciemna i zawiera związki węgla. Średnia temperatura na jej powierzchni sięga ok. 159 K.
Ciało to rotuje w czasie 8 godzin i 23 minut.
Sporo trudności nastręczało kiedyś oszacowanie masy tej planetoidy, a co za tym idzie, jej średniej gęstości (9,6 g/cm³, a nawet więcej – zależnie od przyjętych rozmiarów). Tak wysoka gęstość wynikała z błędnych pomiarów. W 2021 roku masę planetoidy wyznaczono na 6,2 ± 2,9 ×1018 kg, a jej gęstość na 1,31 ± 0,62 g/cm3.
W 2010 roku astronomowie Uniwersytetu Środkowej Florydy wykryli na powierzchni (24) Themis cienką warstwę lodu wodnego oraz cząstek organicznych. Odkrycia dokonano mierząc intensywność światła odbijanego przez powierzchnię planetoidy w trakcie jej rotacji. Zmiany zachodzące w różnych obszarach widma pozwoliły określić skład powierzchni. Wykazały one, że lód i węglowe związki chemiczne są równomiernie rozmieszczone na powierzchni. Jest to pierwsze odkrycie lodu i chemii organicznej na planetoidzie.